# Monica Barbaro

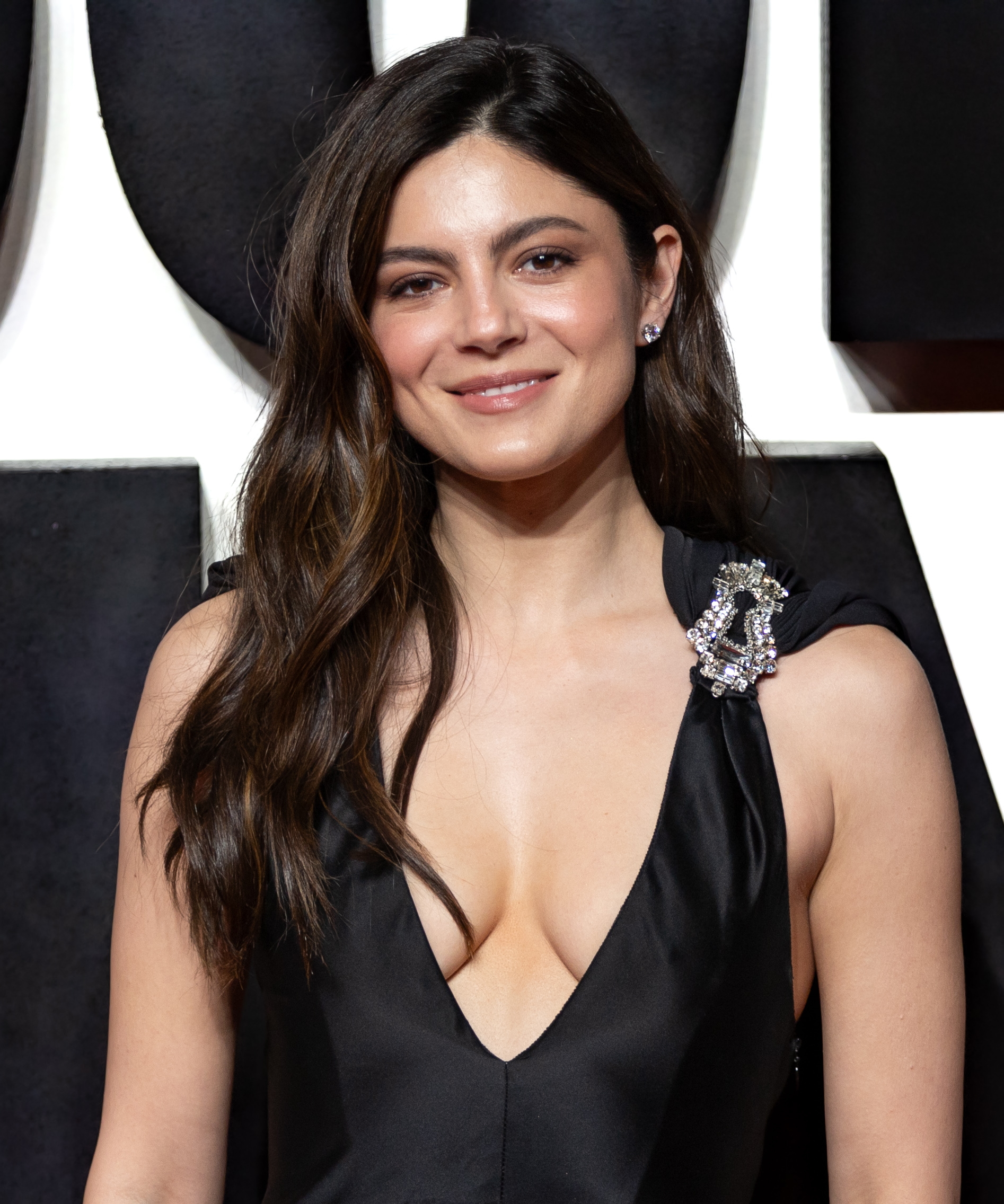
Monica Barbaro (2025)

Monica Barbaro (geboren am 18. Juni 1990 in San Francisco) ist eine US-amerikanische Schauspielerin.

## Leben und Werdegang
Barbaro wuchs in Mill Valley, Kalifornien, auf, wo sie 2007 die Tamalpais High School abschloss. Ihre Eltern ließen sich scheiden, als sie noch ein Kind war. Barbaro begann schon früh mit dem Tanzen und studierte anschließend Ballett. Während sie Wahlfächer in Schauspiel belegte, absolvierte sie ein Tanzstudium an der Tisch School of the Arts der New York University in New York City. Nach ihrem Abschluss im Jahr 2010 entschied sie sich für die Schauspielerei und kehrte nach San Francisco zurück. Dort besuchte sie die Schauspielschule Beverly Hills Playhouse. Seit 2012 spielte sie in mehr als 30 Film- und Fernsehproduktionen mit.
Barbaro porträtierte den Charakter von Yael in der zweiten Staffel der Lifetime-Fernsehserie UnREAL. Nach ihrer Arbeit an UnREAL schloss sich Barbaro der Besetzung als Leiterin des neuen NBC-Rechtsdramas Chicago Justice an. Barbaro spielte die wiederkehrende Rolle der Lisa Apple, Martins neuer Freundin, in der ABC-Sitcom Splitting Up Together. Ihre erste Hauptrolle hatte sie in dem viralen Kurzfilm It’s not about the Nail. Ihr Balletttraining half ihr später am Set von Top Gun: Maverick, weil sie dadurch eine hohe Schmerztoleranz entwickelte und im Gegensatz zu ihren Schauspielkollegen beim Dreh der Flugszenen kopfüber keine Probleme mit Übelkeit hatte. 2024 übernahm sie an der Seite von Timothée Chalamet die Nebenrolle der Joan Baez in Like A Complete Unknown. Dies brachte ihr unter anderem eine Oscar-Nominierung ein.

## Filmografie
- 2012: Hemingway & Gellhorn (Fernsehfilm)
- 2012: Touchdown (Kurzfilm)
- 2012: Tomas and Jackie (Kurzfilm)
- 2012: Table for One (Kurzfilm)
- 2013: Single Night (Kurzfilm)
- 2013: Tinker (Kurzfilm)
- 2013: It’s Not About the Nail (Kurzfilm)
- 2013: Bullish
- 2014: The Wright Murders (Kurzfilm)
- 2014: Decisions (Kurzfilm)
- 2014: Table Manners (Fernsehserie)
- 2015: Eyeball (Kurzfilm)
- 2015: Stitchers (Fernsehserie, eine Folge)
- 2015: America is Still the Place
- 2016: Hawaii Five-0 (Fernsehserie, eine Folge)
- 2016: Cooper Barrett’s Guide to Surviving Life (Fernsehserie, eine Folge)
- 2016: Crazy Ex-Girlfriend (Fernsehserie, eine Folge)
- 2016: UnREAL (Fernsehserie, 10 Folgen)
- 2016: Notorious (Fernsehserie, eine Folge)
- 2016–2017: Chicago P.D. (Fernsehserie, 4 Folgen)
- 2017: Chicago Justice (Fernsehserie, 13 Folgen)
- 2017: Lethal Weapon (Fernsehserie, eine Folge)
- 2017: Munkey in the City (Fernsehserie, 3 Folgen)
- 2018: The Good Cop (Fernsehserie, 10 Folgen)
- 2018: The Head Thieves
- 2018: Decomposition (Kurzfilm)
- 2018–2019: Splitting Up Together (Fernsehserie, 13 Folgen)
- 2019: Stumptown (Fernsehserie, 4 Folgen)
- 2021: The Cathedral
- 2022: Top Gun: Maverick
- 2023: At Midnight
- 2023: Fubar (Fernsehserie)
- 2024: Like A Complete Unknown (A Complete Unknown)

## Auszeichnungen
Ehrungen für A Complete Unknown:
- 2025: Oscar-Nominierung (Beste Nebendarstellerin)
- 2025: Nominierung für den Screen Actors Guild Award (Beste Nebendarstellerin)